# Kupina
Kupina je naziv za nekoliko vrsta biljaka penjačica iz roda Rubus iz porodice ruža (Rosaceae). Kupine mogu narasti 50-300 cm u visinu. Stablo im je manje-više pokriveno trnjem i mjestimično odrvenilo. Bodlje služe za penjanje, ali i kao obrambeni mehanizam protiv životinja koje se hrane lišćem kupine. Cvjeta od lipnja do kolovoza. Nakon toga, iz svakog pojedinačnog cvijeta razvija se sitni jagodičasti plod crvene boje, koji kasnije potamni do tamnoplave i skoro crne boje.
Kupine su visoke prehrambene vrijednosti i sadrže vitamin C, K, B9 i esencijalni mineral mangan.
Kupina ima više vlakana nego većina drugog voća. U šaci punoj kupina naći će se oko 8 grama vlakana, a u 25 grama cjelovitih žitarica, koliko se dnevno preporučuje, samo 4 grama. Osim što su dobra za probavu i održavanje težine, vlakna pomažu sniziti i održavati kolesterol. Kupine su čak deset puta bogatije antioksidansima nego rajčica ili brokula, što ih svrstava u top deset najzdravijih namirnica. Specifičan antioksidans kojeg sadrže - elagitanin, kojeg nema gotovo ni u jednoj drugoj namirnici pokazao se vrlo učinkovitim u borbi protiv raka.

## Upotreba
Plod kupine se koristi u prehrani kao voće, služi za pravljenje sokova, džemova, vina i sl. Lišće kupine se koristi u raznim čajevima, koji imaju blagotvorno djelovanje na snižavanja krvnog tlaka i nivoa šećera u krvi.